# Đặng Hữu Phúc

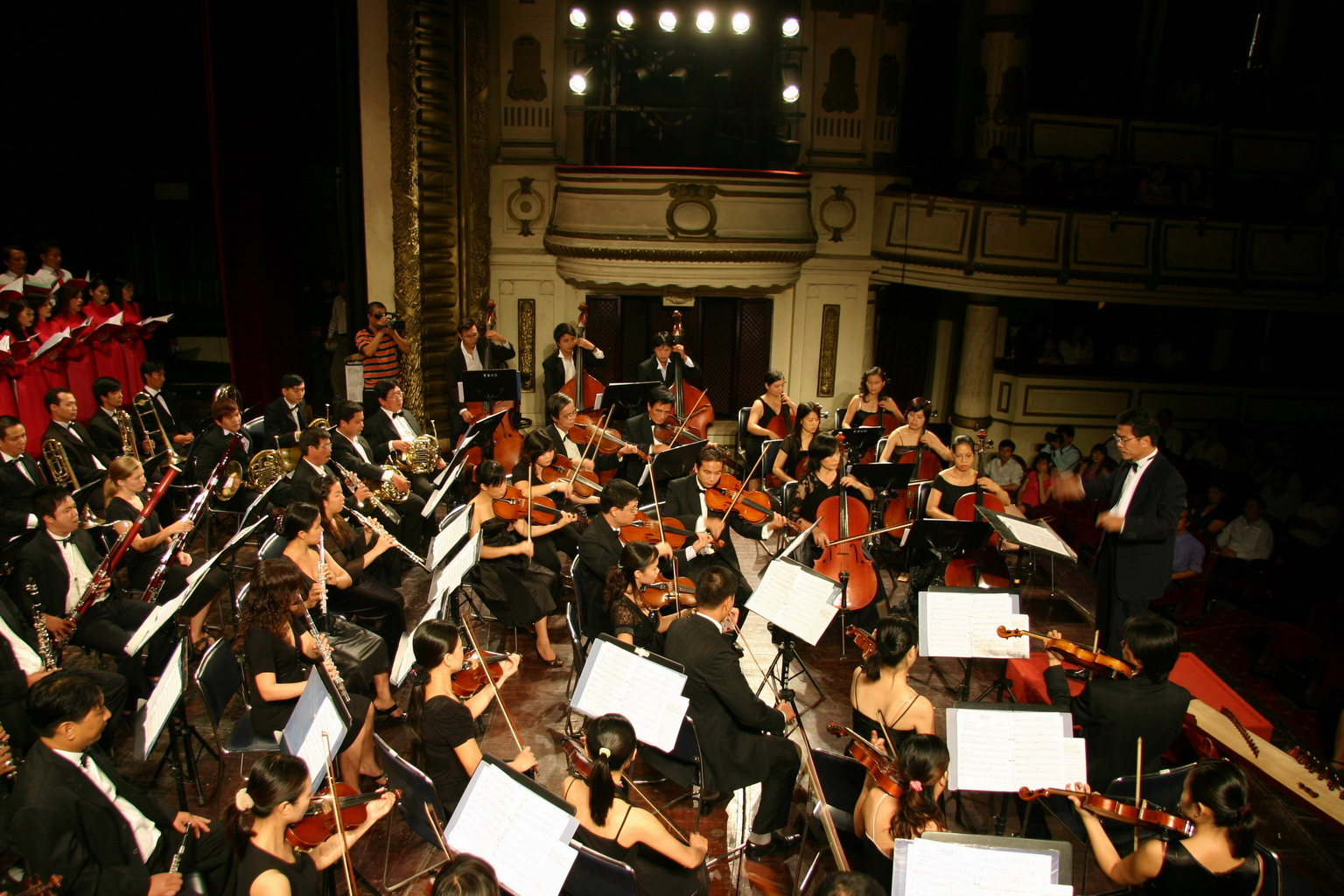
Đặng Hữu dirigiendo la orquesta Sinfónica de Hanói durante los conciertos en 2009, "Hồn thiêng sông núi" "Alma de los ríos y montañas"

Đặng Hữu Phúc (Phú Thọ, 4.6.1953) es un pianista y compositor vietnamita. Graduado en el Conservatorio de Hanói, es conocido por sus obras corales, canciones y bandas sonoras. En 2005 ganó el premio a la mejor banda sonora en el 8.º Festival Internacional de Cine de Shanghái por su trabajo en la película Le Temps révolu (Thời xa vắng) de Hồ Quang Minh, basada en la novela homónima de Lê Lựu.

## Obras

### Bandas sonoras
- Le Temps révolu (Thời xa vắng)
- Mùa ổi - La Saison des goyaves "la temporada de guayabas"
- Người đàn bà nghịch cát "La mujer contra la arena"
- Tướng về hưu (vi) - "El general en retiro"

### Obras corales
- Coral “Đất nước” ("Patria") 2009[3]

## Discografía
- Đặng Hữu Phúc Phác Thảo Mùa Thu (Vol 1.) CD[4]